# ビェルスコ＝ビャワ - チェシン線
ビェルスコ＝ビャワ - チェシン線（ポーランド語: Linia Kolejowa Bielsko-Biala–Cieszyn）はポーランド共和国シロンスク県ビェルスコ＝ビャワとチェコ共和国モラヴァスレスコ州チェスキーチェシーンを結ぶ鉄道路線で、皇帝フェルディナント北部鉄道（k.k. privilegierte Kaiser Ferdinands-Nordbahn, KFNB）のモラヴィアシレシア都市間鉄道（Mährisch-Schlesische Städtebahn）として建設された。中間経由地はスコチュフである。

## 歴史

### 皇帝フェルディナント北部鉄道と国有化
1886年1月1日付きにKFNBはビーリッツ（現在ビェルスコ＝ビャワ） - ビストリッツ（現在ビスジツェ・ポド・ホスティーネム）間の鉄道建設および運営許可を獲得した。この区間の建設はKFNBが以前にも計画したが、いくつかの都市の反対で実現できなかった。鉄道建設にはロシアに対する防衛など軍事戦略の目的もあった。ビーリッツ - ビストリッツ間は分離前のテシェン市を中間経由地として1888年6月1日に開通された。KFNBはモラヴィアシレシア都市間鉄道を直接に運営した。
1906年にKFNBの国有化により、オーストリア帝国鉄道（k.k. Staatsbahnen, kkStB）はこの路線の一部区間を引き受けた。1907年1月1日より旧KFNB区間は帝国鉄道により直接運営された。

### ポーランド国鉄
第一次世界大戦の終戦後、オーストリア＝ハンガリー帝国の解体とポーランド第二共和国の樹立によりこの路線が属する地域はポーランドに帰属した。1926年にポーランド国鉄（Polskie Koleje Państwowe, PKP）が創設されて、その以降この路線を運営した。
ナチスドイツのポーランド侵攻と第二次世界大戦の勃発以降、カトヴィツェ地域が上シュレージエン大管区に編入されて、この路線はドイツ国営鉄道オッペルン管理局に属することとなった。終戦後、PKPはこの路線を再び引き受けた。
1970年代以降、3000 V直流システムの電化工事が本格的に進行された。1974年12月23日にスコチュフ - ゴレシュフ間の電気運転が始まった。1982年12月29日にビェルスコ＝ビャワ - スコチュフ間が、1983年5月28日にゴレシュフ - チェシン間がそれぞれ電化された。1994年に電化区間は国境線を経てチェスキーチェシーン駅まで拡張された。

### 21世紀
2009年1月10日にPKPはビェルスコ＝ビャワ - スコチュフ間旅客列車系統を廃止した。同年12月12日にゴレシュフ - チェシン間列車運行が全面中止された。2014年に電力供給がゴレシュフ - チェシン間の不必要な電車線に中断した。
2020年以降この路線の全般的な改修工事が旅客列車の運行再開と運行速度向上の目的で実行された。総費用はおよそ4億6000万ズウォティで、欧州連合の地域発展援助プログラムで最大85％の基金が調達された。2022年9月4日にゴレシュフ - チェシン間の旅客運送は再開された。

## 運行形態
- S 62: スコチュフ - ブラドニツェ - ゴレシュフ - ゴレシュフ上駅 - バザノヴィツェ - チェシン大学駅 - チェシン。ゴレシュフ駅でS6列車と分割・併結する場合もある[7]。